# Robert Biswas-Diener
Robert Biswas-Diener (* 27. Juli 1972) ist ein US-amerikanischer Psychologe, Autor und geschäftsführender Direktor von Positive Acorn. Bekannt ist er für seine Arbeiten im Bereich der positiven Psychologie (Glück und Subjektives Wohlbefinden), auch in Zusammenarbeit mit seinem Vater Ed Diener, der ebenfalls Psychologe war. 
Er ist außerdem Mitglied der Redaktionen des Journal of Happiness Studies und des Journal of Positive Psychology und Berater der Portland State University.

## Leben
Seine Eltern Ed Diener und Carol Diener sind ebenfalls Psychologen.
1994 machte Biswas-Diener seinen Bachelor an dem Evergreen State College, 1999 den Masterabschluss an der Pacific University und seinen Doktor an der University of Tromso in Norwegen.

## Werke
- Biswas-Diener, R. (2012). The Courage Quotient.
- Biswas-Diener, R. (2010). Positive psychology as a mechanism for social change.
- Biswas-Diener, Robert. (2010) Practicing Positive Psychology Coaching: Assessment, Diagnosis, and Intervention.
- Ed Diener, Robert Biswas-Diener: Happiness: Unlocking the Mysteries of Psychological Wealth. John Wiley & Sons; Auflage: 1. Auflage (1. August 2008). ISBN 978-1405146616